# Praia Congo
A Praia Congo é uma praia do Arquipélago de São Tomé e Príncipe, localiza-se a Este da ilha de São Tomé entre o Ilhéu de Santana e a localidade de Santana, frente às localidades de Zandrigo e de Riboque.